# Antonio Felice Zondadari (1665–1737)
Antonio Felice Zondadari (ur. 13 grudnia 1665 w Sienie, zm. 23 listopada 1737 tamże) – włoski kardynał.

## Życiorys
Urodził się 13 grudnia 1665 roku w Sienie, jako syn Ansana Zondadariego i Agnese Chigi (jego bratem był Marc’Antonio Zondadari). Studiował na Uniwersytecie Sieneńskim, gdzie uzyskał doktorat utroque iure. 25 marca 1690 roku przyjął święcenia kapłańskie. Następnie został referendarzem Trybunału Obojga Sygnatur i wicelegatem w Bolonii. 5 grudnia 1701 roku został wybrany tytularnym arcybiskupem Damaszku, a trzynaście dni później przyjął sakrę. Rok później został mianowany nuncjuszem nadzwyczajnym do spraw wojny o sukcesję hiszpańską i utrzymianie tronu przez Filipa V. W latach 1706–1709 pełnił funkcję zwykłego nuncjusza w Hiszpanii. 18 maja 1712 roku został kreowany kardynałem prezbiterem i otrzymał kościół tytularny Santa Balbina. W latach 1718–1719 pełnił funkcję kamerlinga Kolegium Kardynałów. W 1730 roku został prefektem Trybunału Sygnatury Łaski i pełnił tę funkcję do śmierci, która nastąpiła 23 listopada 1737 roku w Sienie.